# Distrito de Baki
El Distrito de Baki es un distrito de la región de Awdal en el noroeste de Somalía. Su capital se encuentra en Baki. El control local del distrito se disputa entre Awdalland, un estado autónomo propuesto, y Somalilandia, una república autodeclarada que internacionalmente es reconocida como una región autónoma de Somalía.